# Reumer
Reumer ist ein Schweizer Familienname. Er tritt erstmals dokumentarisch in der Innerschweiz auf. Dies geschah im Jahre 1515 im Kanton Schwyz, in dem Gebiet, das als March bekannt ist.
Die Reumer wurden erstmals als Schweizer Bürger in der Gemeinde Reichenburg erfasst.

## Schreibweisen und Ursprünge
Ursprünglich tritt der Name als Roemer und Roümer auf. Im 17. Jahrhundert mehren sich die Einträge mit der Schreibart Reumer. Ein Jahrhundert später entstehen in derselben Gemeinde Einträge mit der Schreibweise Römer.
In historischen Registern befinden sich unter anderen folgende Einträge:
»Von den Hofjüngern aus Reichenburg, welche mit den Schwyzern 1515 nach Marignano zogen, kehrte Ulin Reumer nicht mehr zurück.« (Ulin Reumer war ein eidgenössischer Söldner, der in der Schlacht zu Marignano kämpfte.)
»Hans Ulrich Reumer in Reichenburg und seine Brüder Meinrad und Martin und auch Anton Reumer allhie in der March wurden auf erbrachten Nachweis vom Ammann und zweifachen Landrat als Landleute anerkannt und zahlen 15 Kronen, die ihnen wegen erlaufenen Kosten auferlegt sind.« (Landrechtsbuch der March, Pfingsten 1635)

## Namensträger
- Jelle Reumer (* 1953), niederländischer Paläontologe und Evolutionsbiologe